# Traungau
Der Traungau bezeichnet eine historische Region am Unterlauf der Traun zwischen Alpenkamm und Donau im heutigen Oberösterreich. 

## Lage
Der Traungau wird begrenzt von der Donau im Norden, von der Enns im Osten, von den Alpen im Süden und vom Hausruck im Westen. Er entspricht damit weitgehend dem Traunviertel.

## Geschichte
Der Traungau lag ganz im Osten des bairischen Stammesherzogtums, zu dem er bis 1180 gehörte. Ab ungefähr 800 war der Traungau Teil des Baierischen Ostlandes und formell deren Präfekten unterstellt. Von 821 bis zu seinem Tod (nach 853) war Wilhelm I. als Nachfolger Gramanns Graf des Traungaus.
Bekannt ist der Name vor allem durch das bayrische Adelsgeschlecht der Traungauer, die am Unterlauf der Steyr begütert waren und an deren Mündung in die Enns die Styraburg erbauten, die als Namensgeberin für die Steiermark fungierte.

### Adelsfamilien
Das Adelsgeschlecht Abensperg und Traun entstammt dem Traungauer Gebiet. Auch das Geschlecht der Wels-Lambacher und der Rapotonen war im Traungau ansässig.